# Francon (Alta Garona)
Francon (en occità Francon) és un municipi francès situat al departament de l'Alta Garona i a la regió d'Occitània.